# Московський цирк. Сто років
«Московський цирк. Сто років» — радянський телефільм 1981 року, знятий режисерами Марком Мєстєчкіним, Володимиром Кримком і Євгеном Гінзбургом.

## Сюжет
Ювілейна програма, присвячена 100-річчю цирку на Цвєтном бульварі, вкотре створює атмосферу веселого свята, приносить дорослим та дітям багато радості, веселощів та сміху.

## У ролях
- Юрій Нікулін — головна роль
- Михайло Шуйдін — головна роль
- Тетяна Нікуліна — головна роль
- Віктор Радохов — керівник акробатів
- Людмила Воробйова — акробатка на коні
- Борис Воробйов — акробат на коні
- Анатолій Стеценко — керівник еквілібристів
- Сарват Бегбуді — дресирувальник та жонглер
- Ельвіра Бегбуді — дресирувальник слонів
- Григорій Попович — еквілібрист
- Дмитро Альперов — роль другого плану
- Тамара Мусіна — гімнастка
- Гунар Каткевич — гімнаст
- Василь Сдобнін — силовий акробат
- Юрій Ілюшин — силовий акробат
- Завен Мартіросян — ведучий програми
- Олександр Абдулов — ведучий в антракті
- Олександр Шелковніков — клоун
- В'ячеслав Маркелов — клоун
- Володимир Бурнашов — клоун
- Іван Сігаєв — клоун
- Анатолій Тютюнькін — клоун
- Володимир Іоффе — диригент цирку
- Марк Мєстєчкін — роль другого плану
- С. Азема — акробат трупи Віктора Радохова
- Юрій Фанарюк — акробат трупи Віктора Радохова
- Юрій Ігнатов — акробат трупи Віктора Радохова
- Володимир Жадяєв — акробат трупи Віктора Радохова
- Наталія Стеценко — акробатка трупи Анатолія Стеценка
- Борис Воробйов — акробат трупи Анатолія Стеценка
- Олег Бекшієв — акробат трупи Анатолія Стеценка
- Микола Скородумов — акробат трупи Анатолія Стеценка
- Анатолій Коваленко — клоун

## Знімальна група
- Режисери — Марк Мєстєчкін, Володимир Кримко, Євген Гінзбург
- Сценаристи — Марк Мєстєчкін, Володимир Кримко, Юрій Нікулін, Борис Пургалін, Борис Салібов
- Оператор — Сергій Журавльов
- Композитори — Володимир Давиденко, Володимир Іоффе